# USS Alfred (1774)
USS Alfred – amerykański slup z okresu wojny o niepodległość Stanów Zjednoczonych. Zbudowany w Filadelfii jako statek handlowy „Black Prince”, został przejęty przez Continental Navy w listopadzie 1775 roku. W 1778 roku został zdobyty przez Royal Navy. W 1782 roku został sprzedany cywilnemu właścicielowi i wykorzystywany jako jednostka handlowa.

## Projekt i budowa
W 1774 jedna z filadelfijskich stoczni zbudowała jednostkę handlową nazwaną „Black Prince”. Po odbyciu dwóch rejsów do Londynu, jesienią 1775 roku, na mocy decyzji podjętej przez Kongres Kontynentalny, był jedną z czterech pierwszych jednostek wcielonych w skład nowo formowanej marynarki wojennej zbuntowanych kolonii. Okręt został przejęty przez Komitet Marynarki 5 listopada 1775 roku, a jego imię zmieniono na „Alfred”. Wyposażona w 20 dział jednostka miała głównie blokować dostawy broni i zaopatrzenia dla sił wiernych Królestwu Wielkiej Brytanii . 

## Służba
„Alfred” wszedł do służby 3 grudnia 1775 roku i został jednostką flagową pierwszej grupy 5 dużych okrętów Kontynentalnej Marynarki Wojennej. W tym czasie był pierwszą jednostką nowo tworzonej marynarki wojennej, na której wywieszono flagę zbuntowanych kolonii .
Pierwszą misją okrętu było zdobycie brytyjskich składów broni w rejonie Nassau 3 marca 1776 roku. Misja zakończyła się częściowym sukcesem, zdobyto zmagazynowane tam działa, jednak tylko część przechowywanego tam prochu . 6 kwietnia amerykańskie okręty napotkały brytyjską fregatę HMS „Glasgow”, która broniąc się zdołała uszkodzić ogniem dział „Alfreda”, a następnie wycofała się . 
9 marca 1778 roku w pobliżu Barbados, „Alfred” został zaskoczony przez dwa brytyjskie okręty i zmuszony do poddania się . W Royal Navy służył jako HMS „Alfred”. W 1782 roku sprzedany cywilnemu armatorowi, u którego pływał pomiędzy Londynem a Jamajką .